# 니티아 메논
니티아 메논(힌디어: नित्या मेनन, 영어: Nithya Menon, 1988년 4월 8일 ~ )은 인도의 배우, 가수이다.